# Franz Esser
Pour les articles homonymes, voir Esser.
Franz Joseph Esser, né le 16 janvier 1891 à Cologne et mort le 18 juin 1964 à Seefeld (Bavière), est un peintre paysagiste et aquarelliste allemand.

## Biographie
Il est connu pour ses dessins sombres et vigoureux tels La Seine près Maisons-Laffitte, Le Viaduc de Nogent, Rue à Meudon, Maisons à Orly, Le Donjon de Vincennes, La Marne, Ivry et Église de Bellevue. 